# Doorn van prikkeldraad

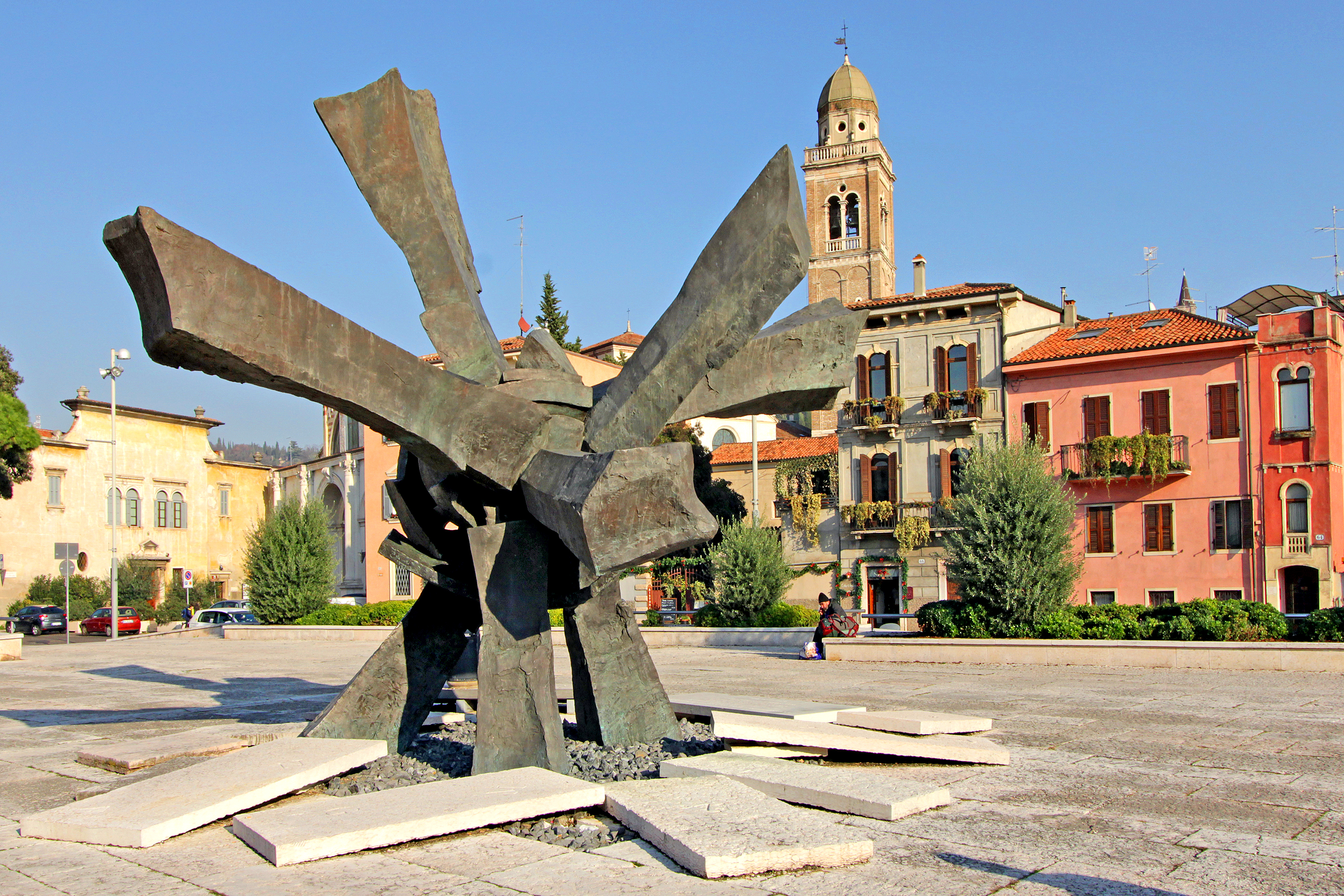
Spino del filo spinato in Verona, Italië

De Doorn van prikkeldraad of Spino del filo spinato (2009) is een monument voor Holocaustslachtoffers in de Noord-Italiaanse stad Verona. Het bronzen beeld bevindt zich op de Piazza Isolo. Het stelt een uitvergrote knoop van prikkeldraad voor, de doorn genoemd in het monument.
De ontwerper was Pino Castagna (1932-2008). Hij woonde in Verona doch was afkomstig van Castelgomberto.
Verschillende verenigingen in de stad ijverden al jaren om een monument op te richten om de Holocaustslachtoffers te eren. Dario Vasevi en Renzo Zorzi namen het voortouw. Met steun van de Banco Popolare di Verona, de Stichting Cariverona en het Instituut voor Geschiedenis van Verona is het gelukt (2009). Het monument wordt gebruikt door de Joodse gemeenschap van Verona voor plechtigheden.
In brede zin wil het monument alle slachtoffers, burgers en militairen, van de Tweede Wereldoorlog gedenken, zoals de gedenksteen aangeeft aan de voet van het monument.